# José Geraldo Oliveira do Valle
José Geraldo Oliveira do Valle (ur. 3 grudnia 1929 w Leme) – brazylijski duchowny rzymskokatolicki, w latach 1989-2006 biskup Guaxupé.

## Życiorys
Święcenia kapłańskie przyjął 10 stycznia 1954. 10 maja 1982 został prekonizowany biskupem Almenara. Sakrę biskupią otrzymał 23 lipca 1982. 31 sierpnia 1988 został mianowany koadiutorem diecezji Guaxupé. 14 września 1989 objął urząd ordynariusza. 19 kwietnia 2006 przeszedł na emeryturę.